# Leptotyphlops debilis
Leptotyphlops debilis este o specie de șerpi din genul Leptotyphlops, familia Leptotyphlopidae, descrisă de Chabanaud 1918. Conform Catalogue of Life specia Leptotyphlops debilis nu are subspecii cunoscute.